# Ferrovia Hanoi-Đồng Đăng
La ferrovia Hanoi-Đồng Đăng (Đường sắt Hà Nội–Đồng Đăng in vietnamita) è una linea ferroviaria a binario singolo e scartamento standard e metrico che collega Hanoi, la capitale del Vietnam, con la città di Đồng Đăng al confine con la Cina, nella provincia di Lạng Sơn. Ha una lunghezza totale di 162 chilometri ed è stata inaugurata nel 1902 durante il dominio coloniale francese.
Al confine la Hanoi-Đồng Đăng è collegata alla ferrovia cinese Hunan–Guangxi. La stazione più vicina in territorio cinese, situata oltre il Passo dell'amicizia, è Pingxiang.
I binari a scartamento standard terminano alla stazione di Gia Lâm, nella zona nordest di Hanoi, mentre il collegamento con la stazione di Hanoi è solo a scartamento metrico attraverso il ponte Long Bien. Tutti i treni diretti per la Cina hanno quindi come capolinea la stazione di Gia Lâm, mentre quelli provenienti dalla stazione di Hanoi terminano alla frontiera.